# Арнет, Альфред фон
Альфред фон Арнет (нем. Alfred Ritter von Arneth; 10 июля 1819[…], Вена[…] — 30 июля 1897[…], Вена) — австрийский политик и историк, автор ряда работ по нумизматике.

## Биография
Сын археолога Йозефа фон Арнета и актрисы Антонии Адамбергер. Посещал гимназию при Кремсмюнстерском аббатстве в 1830—1836 годах; изучал право.
По окончании курса состоял при императорском фамильном и государственном архивах, затем служил в государственной канцелярии и посвящал свободное время изучению истории. Первым плодом этого изучения был труд «Leben des kaiserl. Feldmarschalls Grafen Guido v. Starhemberg» (Вена, 1853), за ним последовала написанная по источникам биография принца Евгения Савойского («Prinz Eugen v. Savoyen», 3 т., Вена, 1868—59), по завершении которой Арнет был назначен вице-директором упомянутых архивов.
Пользуясь богатыми архивными материалами, он написал свою «Geschichte Maria Theresias» (т. 1—10, Вена, 1863—79). Дальнейшими результатами архивных работ его были: «Maria Theresia und Maria Antoinette. Briefwechsel während der J. 1770—1780» (Вена, 1865; 2 изд. 1866); «Marie Antoinette, Joseph II und Leopold II. Ihr Briefwechsel» (Вена, 1866); «Maria Theresia und Joseph II. Ihre Correspondenz samt Briefen Joseph an seinem Bruder Leopold» (3 т., Вена, 1867); «Beaumarchais und Sonnenfels» (Вена, 1868); «Joseph II und Katharina von Russland» (Вена, 1869); «Johann Christoph Bartenstein und seine Zeit.» (Вена, 1872); «Joseph II und Leopold v. Toscana; ihr Briefwechsel von 1781—90» (2 т., Вена, 1872).
В сотрудничестве с М. О. Жефруа им изданы: «Marie Antoinette. Correspondance secrète entre Marie Therèse et le comte de Mercy d’Argenteau, avec les lettres de Marie Therèse et de Marie Antoinette» (3 т., Париж, 1874) и «Briefe der Kaiserin Maria Theresia an ihre Kinder und Freunde» (4 т., Вена, 1881), «Die Relationen der Botschafter Venedigs ueber Oesterreich im XVIII Jah.» (Вена, 1863), вошедшие в «Fontes rerum Austriacarum» (2 отд.). Летом 1848 Арнет был избран депутатом в Германское национальное собрание во Франкфурте-на-Майне от Нейнкирхенского округа.
Призванный в 1869 году в качестве пожизненного представителя в верхнюю палату австрийского рейхсрата, он принимал деятельное и выдающееся участие в обсуждениях различных вопросов и в особенности законов о вероисповеданиях (Konfessionelle Gesetz). С 1868 года Альфред фон Арнет состоял директором Австрийского государственного архива. По его ходатайству этот архив был открыт для свободных учёных исследований, что послужило первым толчком к открытию доступа и в главные архивы других государств.
Избранный в 1862 году действительным членом Венской императорской академии наук, Арнет неоднократно занимал посты вице-президента, а в 1879—1897 гг. был президентом этой Академии.